# Rantzau-Kaserne (Boostedt)
Die Rantzau-Kaserne war eine Kaserne der Bundeswehr in Boostedt, Schleswig-Holstein, in der hauptsächlich Panzer-, Artillerie- und Logistikeinheiten der Panzerbrigade 18 und der 6. Panzergrenadierdivision stationiert waren. Sie umfasste eine Fläche von 121,17 Hektar. Ihren Namen erhielt sie 1966 zu Ehren des schleswig-holsteinischen Adelsgeschlechts Rantzau. Die Kaserne wurde Ende 2015 durch die Bundeswehr aufgegeben.

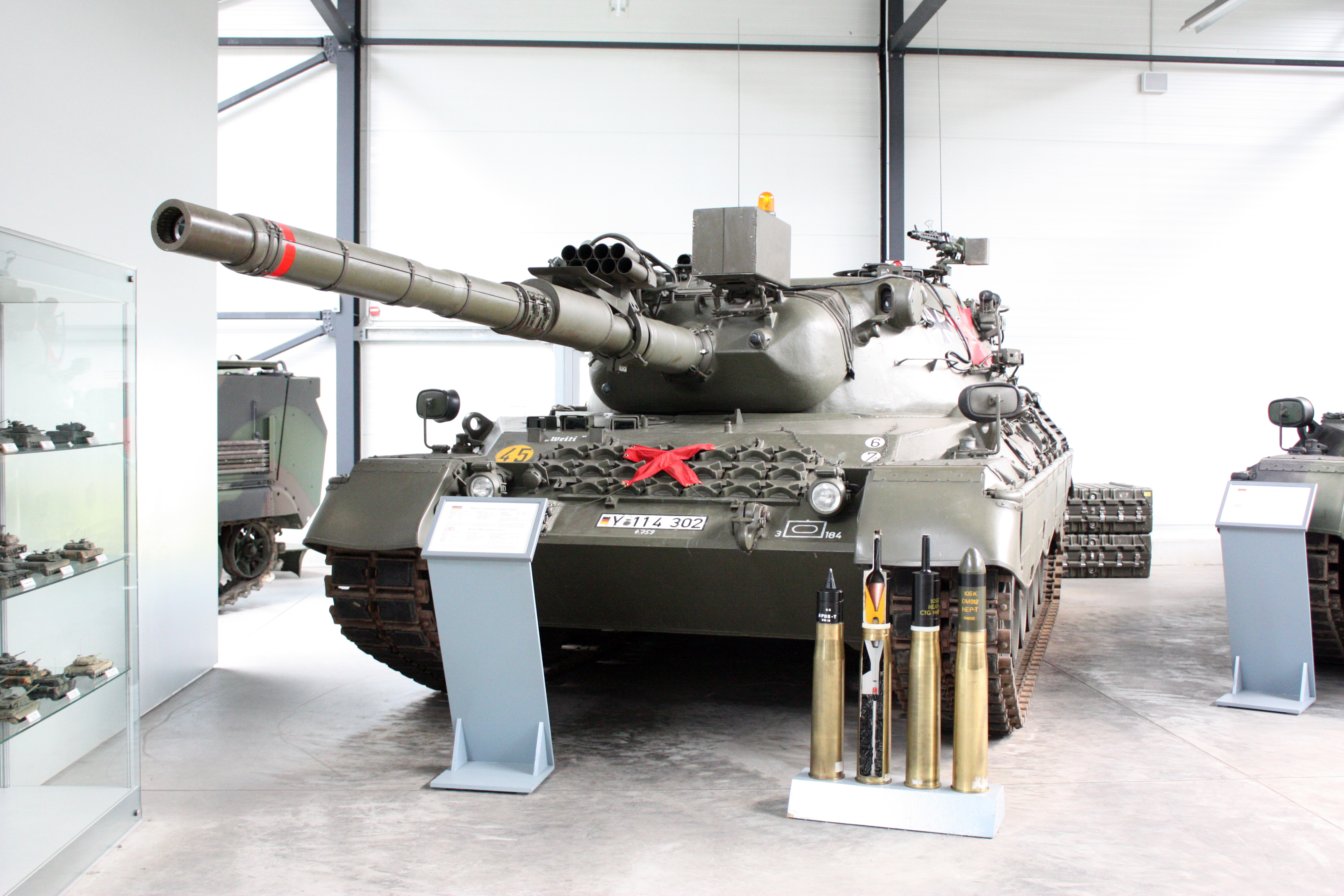
Leopard 1A2A1 des ehemaligen PzBtl. 184 (Panzermuseum Munster)

## Geschichte
In der Gemeinde Boostedt bestand zwar vor 1958 keine Garnison. Doch bereits 1776 war auf dem später von der Bundeswehr genutzten Gelände für das „Nordische Leib-Regiment Reuter (Reiter) bey Neumünster“ ein Truppenübungsplatz angelegt worden. Anfang des 20. Jahrhunderts trainierte hier das Infanterieregiment 163 des kaiserlichen deutschen Heeres unter Führung seines Kommandeurs Oberst von dem Borne. Die Rantzau-Kaserne in Boostedt wurde ab 1956 für etwa 35 Millionen DM errichtet, die in Unterkünfte, Wirtschaftsgebäude, eine Energiezentrale, Stabs-, Lehrsaal und Kammergebäude, Straßen sowie Wasser-, Klär- und Heizwerke flossen. Zudem wurden 86 Wohnungen für verheiratete Soldaten gebaut. Der Komplex wurde in seinem Baustil der ländlichen Umgebung angepasst. Der Neubau war seinerzeit das größte militärische Bauprojekt der Bundesrepublik. Am 3. Juni 1958 wurde die Anlage von Ministerpräsident von Hassel an die Bundeswehr übergeben. Sie hieß zunächst „Truppenunterkunft Boostedt“. Im Gegensatz zu anderen Bauvorhaben der Bundeswehr war die Gemeinde Boostedt in den Planungsprozess und die Baumaßnahmen im Wesentlichen nicht eingebunden.
Der Bildhauer Karlheinz Goedtke gewann die Ausschreibung für Kunst-am-Bau und schuf drei Werke für die spätere Rantzau-Kaserne. Hierzu gehört der Betonsteinfries „Kämpfer“ an der Haupteinfahrt zur Kaserne. Die Arbeit zeigt zwölf kampf- und verteidigungsbereite Männer in historischen Szenen als Reliefs. Damit sollte die Bundeswehr, die wenige Jahre nach dem Zweiten Weltkrieg zunächst auf Ablehnung traf, in einen verallgemeinerten historischen Zusammenhang eingeordnet werden.
Das Panzerbataillon 13 (das durch erste Vorschläge für Erkennungszeichen an M47 Panzern bekannt wurde) war die erste Einheit, die ab 17. März 1958 die Kaserne bezog. Es war am 16. Juli 1956 in der Grenzlandkaserne in Flensburg als Teil der Kampfgruppe B 6 der 3. Panzerdivision aufgestellt worden. In Boostedt erfuhr die Einheit am 16. März 1959 mit der Heeresstruktur 2 ihre Umgliederung zum neuen Panzerbataillon 183 sowie die Unterstellung unter die Panzerbrigade 18, wobei die 2. Kompanie des Panzerbataillons 13 zur 3./Panzerbataillon 184 wurde. Das Panzerbataillon 183 war bis zu seiner Auflösung zum 31. März 2007 in Boostedt in der Rantzau-Kaserne stationiert.
Die Stationierung der Bundeswehr am Standort gestaltete sich zunächst schwierig. Teile der Bevölkerung standen der Wiederbewaffnung kritisch gegenüber und es kam zu gewalttätigen Übergriffen auf Soldaten. Erst durch verschiedene Veranstaltungen konnte die Bundeswehr diesen Umstand mildern. Hinzu kam, dass die Quartiere beim Einzug teilweise noch nicht fertiggestellt waren, sondern noch allerorts Baustellen bestanden.
Das Grenadierbataillon 46 kam am 1. April 1958 in die Kaserne nach Boostedt. Es war aus dem Grenadierbataillon 11 hervorgegangen, das am 1. Juli 1956 in der Hanseaten-Kaserne in Lübeck als Teil der Kampfgruppe B1 der 1. Grenadierdivision aufgestellt und am 24. August 1956 zunächst nach Hamburg in die Boehn-Kaserne verlegt worden war. Am 1. April 1958 zog das Bataillon nach Boostedt in die Rantzau-Kaserne und wurde in Grenadierbataillon 46 umbenannt sowie der 6. Grenadierdivision unterstellt. Doch schon am 16. März 1959 folgte eine weitere Umgliederung: aus dem Grenadierbataillon 46 wurde das Panzergrenadierbataillon 182 der Panzerbrigade 18 der 6. Panzergrenadierdivision. Nach seiner Verlegung an den Standort Bad Segeberg zwischen dem 27. Dezember 1961 und dem 13. Januar 1962 verblieb es bis zu seiner Auflösung zum 31. Dezember 2008 in der dortigen Lettow-Vorbeck-Kaserne.
Die zunächst dem Feldzeuginstandsetzungsbataillon 511 in Hamburg unterstellte mittlere Feldzeuginstandsetzungskompanie 546 wurde ebenfalls in der Boostedter Kaserne untergebracht. Am 2. März 1959 wurde die Kompanie der 6. Panzergrenadierdivision zugeordnet und in mittlere Instandsetzungskompanie 6 umbenannt. Sie bildete gemeinsam mit der in Itzehoe stationierten Nachschubkompanie 6, die aus der Quartiermeisterkompanie 6 hervorgegangen war, den Grundstock für die Bildung des Versorgungsbataillons 6 der 6. Panzergrenadierdivision, die ab 5. August 1966 in der Kaserne in Boostedt erfolgte und schließlich am 1. Oktober 1972 ihren Abschluss fand. Dabei wurde die 1./Versorgungsbataillon 186 zur 1./Versorgungsbataillon 6. Am 1. Oktober 1975 erfolgte eine weitere Umgliederung zum Nachschubbataillon 6. Am 1. Oktober 1980 bildete das Bataillon die Nachschubausbildungskompanie 7/6. Im Dezember 1983 begann der Auszug des Bataillons mit der Ausbildungskompanie 7/6 aus der Rantzau-Kaserne nach Neumünster in die Scholtz-Kaserne, der am 30. März 1984 abgeschlossen ist. Das Bataillon wurde zum 1. April 2003 zunächst in einen nichtaktiven Truppenteil umgewandelt und zum 31. März 2006 aufgelöst.
Als am 1. April 1959 in der Sick-Kaserne in Neumünster das Versorgungsbataillon 186 der Panzerbrigade 18 gebildet wurde, erhielt die Kaserne in Boostedt dessen 3. (Instandsetzungs-)Kompanie. Am 1. Oktober 1972 wurde in der Rantzau-Kaserne aus der 3./Versorgungsbataillon 186 die Instandsetzungskompanie 180 aufgestellt, die zum 1. April 1994 in das Instandsetzungsbataillon 6 als 2. Kompanie eingegliedert wurde.
Das Panzeraufklärungsbataillon 6 der 6. Panzergrenadierdivision verlegte am 6. April 1959 aus der Scharnhorst-Kaserne in Lingen. Die Geburtsstunde des Bataillons hatte am 1. Juni 1958 geschlagen, als die Panzeraufklärungskompanie 6 durch das Panzeraufklärungsbataillon 3 in Lingen aufgestellt worden war. Diese Kompanie wuchs zum 1. Oktober 1958 zum Bataillon auf. In Boostedt verbrachte das Bataillon, das hier mit Stab, 2. und 3. Kompanie stationiert war, während die 1. Kompanie in der Scholtz-Kaserne in Neumünster lag, jedoch nur eine kurze Zeit und zog am 11. April 1961 in die Rettberg-Kaserne in Eutin um. Dort verblieb es bis 1. April 2008, als es zum Aufklärungsbataillon 6 „Holstein“ umgegliedert wurde. Das Aufklärungsbataillon 6 ist bis heute aktiv und weiter in Eutin beheimatet.
Am 1. April 1959 wurde in der Boostedter Kaserne die Panzeraufklärungskompanie 170 der Panzergrenadierbrigade 17 aufgestellt. Noch im selben Jahr verlegte sie nach Hamburg in die Graf-Goltz-Kaserne. Zum 1. April 1962 erfolgte die Eingliederung als 4. Kompanie in das Panzeraufklärungsbataillon 6 in Eutin.
Am 17. November 1960 erfolgte in der Truppenunterkunft in Boostedt die Bildung der 5. Batterie des Artilleriebataillons 62 (ab 1. Mai 1963: Raketenartilleriebataillon 62). Diese wurde am 25. März 1964 nach Kellinghusen verlegt. Zum 31. Dezember 1996 wurde das gesamte Raketenartilleriebataillon 62 außer Dienst gestellt.
Die Ausbildungskompanie 7/6 wurde am 1. September 1961 in der Kaserne in Boostedt aufgestellt. Diese Einheit verlegte zum 1. Januar 1968 in die Dithmarsen-Kaserne nach Albersdorf, wo sie 1970 aufgelöst wurde.
Mit dem Auszug des Panzergrenadierbataillons 182 standen in der Rantzau-Kaserne Unterkünfte zur Wiederbelegung zur Verfügung. Im Januar 1962 konnte daher das Panzerartilleriebataillon 185 aus der Hindenburg-Kaserne in Neumünster nach Boostedt verlegt werden. Dieses Bataillon ist aus der I./Feldartilleriebataillon 6 entstanden, die am 1. Oktober 1958 in Neumünster aufgestellt worden war. Daraus erwuchs sodann das Feldartilleriebataillon 177, das ebenfalls ab 1. Oktober 1958 gebildet wurde. Bereits am 2. Februar 1959 wurde es zum Panzerartilleriebataillon 185 umgegliedert. Zum 1. April 1972 wurde die 4. Batterie des Bataillons für eine atomare Einsatzfähigkeit umgegliedert. Dieser Auftrag endete am 28. Mai 1992. In Boostedt verblieb das Bataillon noch bis zu seiner Auflösung, die zum 30. September 1993 offiziell vollzogen, jedoch bereits Ende 1992 durch Abgabe von Gerät und Personal, insbesondere an das aus dem Feldartilleriebataillon 515 aufzustellende Panzerartilleriebataillon 515 in Kellinghusen umgesetzt worden war.
Die Ausbildungsbatterie 16/6, die am 1. November 1962 in der Boostedter Kaserne aufgestellt worden war, zog am 1. Oktober 1964 in die neu errichtete Dithmarsen-Kaserne nach Albersdorf um und wurde dem Feldartilleriebataillon 61 unterstellt.
Die Ausbildungskompanie 13/6, die zunächst der in Bad Segeberg stationierten Panzergrenadierbrigade 182 unterstellt war, wurde am 1. Juli 1964 nach Boostedt in die Rantzau-Kaserne verlegt und ging am 1. Oktober 1967 in der Panzerjägerkompanie 180 auf. Zwar erfolgte die Aufstellung der Panzerjägerkompanie 180 in der Lettow-Vorbeck-Kaserne in Bad Segeberg. Doch kurz nach Bildung der Kompanie war diese bis zum Oktober 1969 in der Rantzau-Kaserne untergebracht. Am 1. Oktober 1969 ging es zum Standort Bad Segeberg wieder zurück. Im April 1992 kehrte die Panzerjägerkompanie 180 nach Boostedt zurück und verblieb in der Rantzau-Kaserne bis zu ihrer Auflösung zum 30. Juni 1996.
Am 30. November 1966 erhielt die Kaserne in Boostedt den Namen „Rantzau-Kaserne“ zu Ehren des schleswig-holsteinischen Adelsgeschlechts Rantzau verliehen. Hierbei wurde am Kasernentor eine Namenstafel enthüllt.
Die zum 1. März 1959 mit Einnahme der Heeresstruktur 2 aus der 3. Kompanie des Pionierbataillon 6 in der Fünf-Seen-Kaserne in Plön aufgestellte Panzerpionierkompanie 180 der Panzerbrigade 18 wurde am 20. Dezember 1962 nach Eutin in die Rettberg-Kaserne verlegt, wo sie bis zum 10. November 1969 einquartiert war und sodann in die Rantzau-Kaserne nach Boostedt kam. Schließlich zog sie im Januar 1973 in die Trave-Kaserne nach Lübeck. Zum 1. April 1993 wurde die Einheit aufgelöst, ihr Personal und Gerät kam insbesondere zur neu aufzustellenden Panzerpionierkompanie 510 nach Plön.
Zur atomaren Bewaffnung der Bundeswehr wurde am 1. April 1972 der Artilleriespezialzug 6 (später Artilleriespezialzug 1/6) durch das Panzerartilleriebataillon 185 in der Rantzau-Kaserne gebildet. Am 11. Januar 1988 erfolgte die Abgabe des Zuges an die Stabsbatterie des Artillerieregiments 6 und der damit verbundene Umzug nach Kellinghusen. Der atomare Auftrag endete am 28. Mai 1992.
Durch die Heeresstruktur 4 erhielt die Panzerbrigade 18 ein weiteres, teilgekadertes Bataillon: das gemischte teilaktive Panzerbataillon 181. Dessen 3. Kompanie sowie die Teileinheiten 35 und 36 der 1. Kompanie wurden ab dem 1. April 1981 in der Rantzau-Kaserne aufgestellt und blieben dort beheimatet. Die 4. Kompanie zog 1983 aus der Sick-Kaserne in Neumünster in die Rantzau-Kaserne und wurde bereits zum 31. März 1991 wieder aufgelöst. Ihr folgte das gesamte Bataillon zum 30. September 1992.
Im Tausch mit dem Nachschubbataillon 6 zog ab Ende 1983 das Panzerbataillon 184 in die Rantzau-Kaserne nach Boostedt um. Diese Einheit hatte ihre Wurzeln in dem am 1. August 1956 in der Sick-Kaserne in Neumünster gebildeten und 1957 in die Scholtz-Kaserne verlegten Panzerjägerbataillon 3, das ursprünglich der 3. Panzerdivision zugeordnet werden sollte, jedoch durch die Heeresstruktur 2 am 16. März 1959 zum Panzerbataillon 184 umgegliedert wurde. In Boostedt erfuhr das Bataillon im Zuge der Heeresstruktur 5 am 13. März 1992 sein Ende als aktiver Truppenteil und wurde nichtaktiv gesetzt. Zum 31. Dezember 2008 wurde das noch in der Rantzau-Kaserne beheimatete Bataillon schließlich aufgelöst.
Mit der Neustrukturierung der Kraftfahrausbildung wurde 1985 die Fahrschulgruppe Boostedt in der Rantzau-Kaserne geschaffen, die am 1. April 1994 zum Kraftfahrausbildungszentrum Boostedt umgegliedert wurde. Zum 31. März 2005 erfolgte die Auflösung des Ausbildungszentrums.
Ebenfalls in der Rantzau-Kaserne in Boostedt in den 1980ern stationiert war die Instandsetzungsausbildungskompanie 605 des Instandsetzungsbataillons 610.
Die Drohnenbatterie 6 des Artillerieregiments 6 wurde ab 1. Oktober 1989 aus der 4./Beobachtungsbataillon 63 in der Rantzau-Kaserne gebildet und hier stationiert. Sie wurde zum 31. Dezember 2002 wieder außer Dienst gestellt.
Zum 1. April 1994 wurde das Nachschubregiment 6 der 6. Panzergrenadierdivision mit Stab und Stabskompanie in der Rantzau-Kaserne in Boostedt sowie einer Feldersatzkompanie in der Scholtz-Kaserne in Neumünster gebildet. Doch bereits zum 30. Juni 1997 musste dieser Verband wieder aufgelöst werden.
Am 1. Dezember 1995 kam die 4./Feldjägerbataillon 610 aus der Hindenburg-Kaserne in Neumünster in die Rantzau-Kaserne. Die am 1. Januar 1980 aufgestellte Einheit wurde zum 31. März 1997 schließlich außer Dienst gestellt.
Am 31. März 1997 nahm die Rantzau-Kaserne das aus der Lettow-Vorbeck-Kaserne in Hamburg verlegte Instandsetzungsbataillon 6 auf. Das Bataillon hatte bereits einen langen Weg hinter sich: es wurde am 1. August 1956 in der damaligen Litzmann-Kaserne (später: Hanseatenkaserne) in Hamburg als Feldzeuginstandsetzungsbataillon 511 des Wehrbereichskommandos I aufgestellt. Am 2. März 1959 erfolgte die Verlegung in die Lettow-Vorbeck-Kaserne in Hamburg und am 16. März die Umgliederung in das Instandsetzungsbataillon 460. Am 1. Oktober 1972 vollzog sich eine weitere Umstrukturierung und eine neue Namensgebung als Instandsetzungsbataillon 640. Zum 1. Oktober 1975 erfolgte die nächste Umbenennung zum Instandsetzungsbataillon 6. In der Rantzau-Kaserne erlebte das Bataillon seine letzte Umbenennung zum Instandsetzungsbataillon 166 am 1. Oktober 2005. Doch mit Wirkung zum 31. März 2015 wurde das Bataillon außer Dienst gestellt.
Am 4. April 2003 verlegte die Panzerbrigade 18 „Holstein“ mit ihrem Hauptquartier aus der zu räumenden Hindenburg-Kaserne in Neumünster nach Boostedt in die Rantzau-Kaserne. Die Panzerbrigade 18 war aus der am 1. Juli 1956 in Neumünster aufgestellten Kampfgruppe B 1 entstanden, die zunächst in Kampfgruppe B 6 zum 1. April 1958 umbenannt wurde. Am 16. März 1959 erfolgte aus Teilen der Kampfgruppe B 6 die Bildung der Panzerbrigade 18 der 6. Panzergrenadierdivision. Sie verblieb in Neumünster. Am 26. April 1988 erhielt sie den Beinamen „Holstein“ verliehen. Am 17. September 1997 wechselte sie von der aufgelösten 6. zur 14. Panzergrenadierdivision „Hanse“. Ihre Zeit in der Boostedter Kaserne währte allerdings nicht lang: zum 31. Dezember 2008 wurde sie außer Dienst gestellt.
Mit der Aufgabe der Hindenburg-Kaserne in Neumünster Anfang 2003 wurde auch die Feldersatzkompanie 180 in die Rantzau-Kaserne nach Boostedt verlegt. Diese der Panzerbrigade 18 unterstellte Geräteeinheit war ab 1. Oktober 1993 aus dem zuvor aufgelösten Feldersatzbataillon 65 entstanden und im Mobilmachungsstützpunkt Frankenstraße in Neumünster zunächst eingelagert worden. Im Sommer 1997 kann sie in die Hindenburg-Kaserne. Die Auflösung der Feldersatzkompanie 180 in der Boostedter Kaserne erfolgte zum 30. Juni 2008.
Ab 1. August 2003 war in der Rantzau-Kaserne die Logistische Steuerstelle 11 des Logistikzentrums der Bundeswehr zunächst mit Teilen, ab 1. April 2004 vollständig untergebracht. Am 1. Januar 2006 wurde diese zur Logistischen Steuerstelle 2, ab 1. Juli 2010 mit dem Beinamen Boostedt. 2014 wurde die Logistische Steuerstelle 2 Boostedt aufgelöst.
Nach der am 1. November 2004 erfolgten Stationierungsentscheidung des Bundesministeriums der Verteidigung sollte der Standort Boostedt nicht nur erhalten, sondern ausgebaut werden. Geplant war ein Aufwuchs von 1.600 auf etwa 2.000 Soldaten.
Am 1. Juli 2007 zog das Logistikbataillon 162 mit sechs Kompanien in die Rantzau-Kaserne ein. Es war am 1. Juli 2003 in der Stapelholmer Kaserne in Seeth aus dem aufgelösten Luftwaffenversorgungsbataillon 7 und weiteren Einheiten aufgestellt worden. Doch die Tage auch dieses Bataillons waren gezählt: es wurde zum 30. Juni 2015 aufgelöst.
Die BWI Informationstechnik GmbH SC Hamburg VOS Boostedt und der Verband der Reservisten der deutschen Bundeswehr bezogen die Kaserne am 1. Dezember 2008.
Nachdem im Rahmen des Transformationsprozesses der Bundeswehr die Panzerverbände in der Rantzau-Kaserne durch Logistikeinheiten abgelöst worden waren, kündigte das Bundesministerium der Verteidigung im Mai 2009 Investitionen in die Kasernenanlagen im Umfang von 60 Millionen Euro an. Davon sollte eine Hälfte in die Unterkünfte und sanitären Anlagen, die andere in die Werkstatthallen fließen. Die Modernisierungsmaßnahmen sollten bis 2018 abgeschlossen sein. Für 2011 war die Stationierung einer Feldjägereinheit in Boostedt geplant. Damit sollte die Zahl der hier stationierten Soldaten von etwa 2.000 auf mehr als 2.100 wachsen. Deshalb überraschte im Oktober 2011 die Entscheidung des Bundesministeriums der Verteidigung im Rahmen des Stationierungskonzepts 2011, die Kasernenanlagen (mit Ausnahme des Munitionsdepots) zu schließen. Bis Ende 2015 war die Bundeswehr in der Kaserne noch mit der Rückführung von Material aus Afghanistan beschäftigt.
Noch am 7. März 2012 wurde der Messbereich 2 Boostedt der Heeresinstandsetzungslogistik in der Rantzau-Kaserne untergebracht.
Die Rantzau-Kaserne wurde zum 31. Dezember 2015 geschlossen. Zu diesem Zeitpunkt war das Gelände mit 19 Unterkunfts- und 24 Dienstgebäuden, 16 Werkhallen, 15 Kraftfahrzeughallen, 21 Lagerhallen sowie 2 Sporthallen, 1 Wirtschaftsgebäude und 1 Tankstelle mit insgesamt einer Netto-Grundfläche von 109.546 Quadratmetern bebaut.
Zur medizinischen Versorgung war vom 1. Juli 1972 bis 30. Juni 1997 in der Rantzau-Kaserne der Sanitätsbereich 11/17 mit Material ausgestattet. Der Truppenarzt Boostedt war vom 1. November 1999 bis zum 31. März 2005 hier stationiert. Vom 1. Juli 2004 bis zum 31. Dezember 2015 bestand das Sanitätszentrum Boostedt, das durch eine Verstärkungsreserve unterstützt war. Die Zahnarztgruppe 107/3 bestand zwischen dem 1. Oktober 1966 und dem 31. Dezember 1999. Zudem war die Standortfernmeldeanlage 117/311 eingerichtet und der Fernmelderevisionsdiensttrupp 117/311 vom 1. November 1965 bis zum 30. November 1994 aktiv. Der Evangelische Standortpfarrer Boostedt war als Dienstposten ab 1. Mai 1955 bis zum 30. Juni 2007 eingerichtet und wurde zum 1. Juli 2007 vom Evangelischen Militärpfarramt Boostedt abgelöst, das noch bis zum 31. März 2015 bestand. Der Dienstposten des Kasernenfeldwebels Neumünster 1 bestand vom 1. April 1981 bis 30. September 1994.
Der Standort verfügte über einen Standortübungsplatz, auf dem die Übungsschießanlage Fliegerabwehr aller Truppen 113/4 eingerichtet war. Des Weiteren konnten die Standortschießanlage 113/4 und die Standortmunitionsniederlage 113/4 genutzt werden. Im Gegensatz zur Kaserne werden der Übungsplatz und die Schießanlage durch die Bundeswehr weiter betrieben und stehen verschiedenen Einheiten aus Norddeutschland offen.

## Konversion

### Vorüberlegungen und Rahmenplanung 2013–2016 und Nutzung als Flüchtlingsunterkunft ab 2015
Ein von der Gemeinde eingerichteter Ausschuss für Konversion und Gemeindeentwicklung beschäftigte sich bereits frühzeitig mit Nutzungsmöglichkeiten der Kaserne nach Abzug der Bundeswehr. Im Oktober 2013 stellte ein erster Investor seine Pläne vor. Demnach war an fünf Nutzungsbereiche gedacht: einen Servicehof für Lastkraftwagen mit Tankstelle, Rasthof, Reparatur- und Lackierwerkstätten, Recyclingunternehmen zur Wiederverwertung von abgebauten Windkraftanlagen, ein Gesundheitszentrum mit Zentralapotheke, Einrichtungen zur Rehabilitation und medizinischen Versorgung, ein Reiterhof und ein Sporthotel.
Im März 2014 äußerte die Gemeinde gegenüber der Bundesanstalt für Immobilienaufgaben, die für den Bund als Eigentümer die Vermarktung des Bundeswehrgeländes übernommen hatte, konkrete Kaufabsichten an Teilflächen im Bereich der Sportanlagen der Kaserne, insbesondere des Sportplatzes, der Halle und des Parkplatzes. Kritisch sahen die Gemeindevertreter wegen der Kosten und der Verantwortung des Bundes die Beauftragung eines Konversionsmanagements, das die Bundesanstalt vorgeschlagen hatte.
Bedingt durch den großen Strom an Flüchtlingen nach Deutschland entschied sich im September 2014 das Land Schleswig-Holstein, ab 1. November 2014 vier Gebäude der Kaserne anzumieten, die als Erweiterungsfläche des Landesamtes für Ausländerangelegenheiten als Aufnahmestelle für Aussiedler und Asylsuchende dienen sollten, um bis zu 500 Menschen unterzubringen, da in Neumünster kurzfristig keine Kapazitäten mehr bestanden. Die Gemeinde Boostedt stand diesen Plänen kritisch gegenüber und forderte eine Befristung auf fünf Jahre sowie eine Begrenzung auf höchstens 250 Asylsuchende. Diesen Wünschen wurde jedoch nicht entsprochen. Allerdings verzögerte sich die Übernahme der Flächen. Im November 2014 war zwar das Areal der Aufnahmestelle, das nunmehr fünf Gebäude umfasste, vom übrigen Kasernengelände abgetrennt. Doch der bereits auf den 1. Januar 2015 verschobene Nutzungsbeginn stand erneut in Frage. Erst am 1. April 2015 trafen die ersten Flüchtlinge in der Rantzau-Kaserne ein. Insgesamt sollten sechs Kasernengebäude genutzt werden, unter anderem für einen Speisesaal, ein Verwaltungsgebäude mit Polizeidienststelle und Personal der Außenstelle, eine medizinische Servicestelle und Unterkünfte. Später war an den Aufbau einer Schule und von Kinderbetreuungsmöglichkeiten gedacht. Die Betreuung der Flüchtlinge übernahm das Deutsche Rote Kreuz. Als sich im September 2015 die Flüchtlingssituation dramatisch verschärfte, reagierte das Land mit einer deutlichen Ausweitung der Aufnahmekapazitäten in der Rantzau-Kaserne, die durch den schrittweisen Auszug der Bundeswehr möglich war. Kurzfristig wurde die Einrichtung auf 15 Unterkunftsgebäude mit etwa 1.780 Betten erweitert. Die ehemalige Kaserne sollte nach den neuen Plänen bis zu 2.000 Flüchtlinge beherbergen.
Nach dem Abzug der Bundeswehreinheiten im Dezember 2015 verblieb noch eine Einrichtung des Dienstleistungszentrums der Bundeswehr Plön zur Verwaltung des Standortübungsplatzes und der Heizzentrale der Kaserne auf der Liegenschaft. Ab Oktober 2016 sollte das Kasernengelände dann endgültig in die Verantwortung der Bundesanstalt für Immobilienaufgaben übergehen.
Im Dezember 2015 wurde ein Berliner Fachunternehmen mit der Rahmenplanung der Konversion beauftragt. Es wurde am 28. April 2016 eine „Arbeitsgruppe Konversion Boostedt“ gebildet, in der Vertreter der Gemeinde Boostedt, des Amtes Boostedt-Rickling, der Bundesanstalt für Immobilienaufgaben, des Landesamts für Ausländerangelegenheiten, das Landesbauunternehmen Schleswig-Holstein und der regionalen Wirtschaftsförderung des Landkreises Segeberg Mitglieder sind. 2016 gehörte dem Gremium noch die Bundeswehr mit ihrem zuständigen Dienstleistungszentrum an.
Zunächst wurde in Abstimmung mit dem Land und den Beteiligten ein 3-Phasen-Modell für die Konversion herausgearbeitet, dem im Wesentlichen die Verfügbarkeit von Teilflächen der Kaserne für eine zivile Nachnutzung unter Berücksichtigung der bestehenden Flüchtlingsunterkunft als Kriterium zugrunde lag. Demnach wurde zwischen kurzfristig verfügbaren Flächen, die nicht vermietet sind, kurz- und mittelfristig verfügbare Flächen, die im Falle eines konkreten Ansiedlungsinteresses freigegeben werden könnten sowie Mietflächen der Aufnahmeeinrichtung, die erst nach deren Aufgabe zur Verfügung stehen, unterschieden.
Bereits am 31. Mai 2016 stellte das Fachunternehmen der Öffentlichkeit in einem Workshop erste Zwischenergebnisse und drei Nutzungsleitbilder zur Diskussion vor. Eine Variante „Arbeiten – Wohnen – Versorgen“ sah eine maximale Bestandserhaltung mit vier Gewerbegebieten auf 30,7 Hektar Fläche im nördlichen und östlichen Kasernengelände, vier Wohngebieten auf 15,1 Hektar Fläche unter Erhalt der Kompaniegebäude sowie drei Mischgebieten für Versorgung und Dienstleistung auf 8,5 Hektar vor. Das zweite Leitbild „Arbeiten – Wohnen – Versorgen – Regenerative Energie“ sah drei Photovoltaikgebiete im nordöstlichen und nordwestlichen Teil der Kaserne sowie statt der nördlich gelegenen Unterkunftsgebäude auf 20,6 Hektar vor. Hinzukommen sollten Wohngebietsflächen auf 11 Hektar, Gewerbe auf 24,1 Hektar sowie Mischgebiete im Umfang von 7,9 Hektar. Die dritte Quartiersvariante „Arbeiten – Wohnen – Versorgen – Regenerative Energie“ sah wiederum 20,6 Hektar Photovoltaikgebiete vor, jedoch 27,2 Hektar Gewerbe, 6 Hektar Mischgebiete und 10,7 Hektar Wohnen. Die Nutzung des vorhandenen Gebäudebestandes war in Variante 3 nochmals geringer gegenüber Variante 2. Alle Alternativen beinhalteten die von der Gemeinde Boostedt beabsichtigte Nutzung eines Gebäudes an der Panzerstraße für die Feuerwehr sowie eines Gebäudes an der Von-dem-Borne-Straße für eine zweite Kindertagesstätte. Etwa 50 interessierte Bürger nahmen am Workshop teil. Die Wünsche reichten von einem ausgewogenen Verhältnis zwischen Wohnen und Gewerbe bis hin zur Trennung des Gewerbeverkehrs von den Wohngebieten.

### Konkretisierung der Nachnutzungen ab 2016
Im November 2016 bekräftigte ein Unternehmer aus Itzehoe seine Absicht, gemeinsam mit chinesischen Firmen auf dem Kasernenareal investieren zu wollen. Als erster Schritt ist ein Verteilzentrum eines Logistikunternehmens sowie an ein Gewerbepark für Umweltunternehmen auf einer zu entwickelnden Teilfläche geplant. Die Schaffung von 150 bis 200 Arbeitsplätzen wurde für möglich erachtet. In einer weiteren Etappe seien an ein Gewerbepark für Medizintechnik, ein Gewerbehof für regenerative Energien, Wohnbebauung sowie an einen sogenannten Deutsch-Chinesischer Campus, der Handel, Technologie, Gesundheit und Kultur vereine, gedacht. Zudem trieb die Gemeinde ihre Pläne zur Verlagerung der Feuerwache mit einem Gutachten weiter voran. Der Gemeinderat beschloss zudem im selben Monat einen 134-seitigen Rahmenplan für die Konversion, der von dem im Dezember 2015 beauftragten Fachunternehmen erstellt worden war. An dessen Aussagen wurde in der Gemeinde Kritik laut. Auch der Oberbürgermeister des nahegelegenen Oberzentrum Neumünster äußerte sich zunächst ablehnend, stimmte im Mai 2017 aber einer ersten gewerblichen Nutzung von etwa 10 Hektar zu. Vorbehalte blieben aber gegen gewerbliche Ansiedlungen ab 30 Hektar. Die Gemeinde verfolgte daraufhin die Umsetzung des Rahmenplans weiter.
Entsprechend wurden am 26. Juni 2017 die Aufstellungsbeschlüsse für einen Bebauungsplan Nr. 46 „Gewerbe- und Logistikpark“, der das nordwestliche Kasernengelände umfasst, für einen Bebauungsplan Nr. 47 „Wohnbaufläche Waldsiedlung“, der den südwestlichen Kasernenbereich betrifft, sowie für die 7. Änderung des Flächennutzungsplans, der beide Gebiete abdecken soll, durch die Gemeindevertretung gefasst.
Für Aufregung sorgte deshalb, als im Zuge der weiteren Maßnahmen zur Umnutzung eines Kasernengebäudes für die Feuerwehr von Boostedt im November 2017 zunächst durch das Bundesministerium der Verteidigung erklärt wurde, dass die Bundeswehr an diesem Objekt wieder Interesse habe, und im Januar 2018 bekannt wurde, dass die Nutzung des Standortes insgesamt durch die Bundeswehr geprüft werde. Denn aufgrund einer veränderten Sicherheitslage benötige die Bundeswehr wieder mehr Flächen. Die Wiederinbetriebnahme von etwa 30 Liegenschaften war im Gespräch. Der Bürgermeister von Boostedt und zahlreiche Gemeindevertreter zeigten sich irritiert, zumal bereits erhebliche Mittel in die Konversion geflossen waren. Es wurde eine zügige Entscheidung gefordert. Gleichwohl entschied sich die Gemeinde im Februar 2018, die Erschließungsplanung für das Kasernengelände zu einer zivilen Nutzung weiter voranzubringen. Auch der Investor zeigte nach wie vor Interesse an einem ersten Kauf einer 17 Hektar großen Teilfläche. Im März 2018 gab die Bundeswehr schließlich bekannt, dass sie kein Interesse an einer militärischen Nutzung der Kaserne habe. Lediglich das Gebäude, welches für die Feuerwehr von Boostedt vorgesehen war, werde für die Unterbringung eines Dienstleistungszentrums für den Truppenübungsplatz und Schießanlage benötigt. Hieran wurde erneut seitens der Gemeinde Kritik laut. Der Vorgang sorgte bundesweit für Aufsehen. Der Landtag von Schleswig-Holstein forderte die Landesregierung auf, die Gemeinde Boostedt bei der Konversion der Bundeswehrflächen zu unterstützen.
Ebenfalls im Mai 2018 gab die Gemeindevertretung Grünes Licht für den Erwerb eines Kasernengebäudes zur Unterbringung einer Kindertagesstätte. Der Kaufpreis wurde ein Jahr später vollständig erlassen. Für die Sanierung und den Umbau des Gebäudes waren 300.000 Euro veranschlagt. Die Fertigstellung der ersten Arbeiten und der geplante Einzug Anfang August 2018 verzögerten sich jedoch.
Schließlich wurde im Mai 2018 der Mietvertrag zwischen dem Land Schleswig-Holstein und dem Bund über die Flächen der Flüchtlingsunterkunft bis zum 30. November 2024 verlängert. In diesem Zusammenhang war auch von einer unbefristeten Weiternutzung gesprochen worden. Nach Kritik der Gemeinde Boostedt wurde jedoch klargestellt, dass dies nicht angestrebt sei. Zudem stand die Gemeinde der massenhaften Unterbringung ausreisepflichtiger abgelehnter Asylbewerber in der Einrichtung ablehnend gegenüber, weil die Perspektivlosigkeit zu Alkoholmissbrauch und Gewaltausbrüchen führe. 1.225 Menschen waren hier noch im August untergebracht. Im September 2018 erklärte sich das Land zum Abschluss einer Vereinbarung mit der Gemeinde Boostedt bereit, wonach die Nutzung verbindlich bis Ende November 2024 befristet sein und die Belegung bis auf Ausnahmen 500 Personen nicht überschreiten soll.
Im März 2019 kam eine weitere positive Nachricht für die Gemeinde Boostedt: der Bund überlässt ihr eine Teilfläche von 6.800 Quadratmetern an der Panzerstraße für den Bau einer 850 Quadratmeter großen Feuerwehrwache zum auf null reduzierten Kaufpreis. Im Mai 2019 wurden im Bau- und Konversionsausschuss der Gemeinde für die Waldsiedlung Pläne für barrierefreie Mietwohnungen für Pflegebedürftige, Familien, Singles und eine ambulant betreute Hausgemeinschaft für acht junge Erwachsene mit Behinderung vorgestellt.
Im August 2019 wurde bekannt, dass das Land Schleswig-Holstein die Unterbringung der Justizvollzugsschule in der Rantzau-Kaserne prüft. Im September 2019 unterzeichnete der Bürgermeister von Boostedt einen Kaufvertrag mit der Bundesanstalt für Immobilienaufgaben über eine etwa 3,5 Hektar große Grundstücksfläche für etwa 300.000 Euro, auf der das Wohngebiet „Waldsiedlung“ mit etwa 40 Grundstücken entstehen soll. Zugleich schloss er einen städtebaulichen Vertrag für einen 19 Hektar großen Gewerbe- und Logistikpark „GeLo-Park“ mit einer Unternehmensgruppe aus Itzehoe ab, die die Flächen schrittweise in Abstimmung mit der Gemeinde erschließen, baulich entwickeln und einer Nutzung zuführen will. Diese Investorengruppe hatte zuvor die Flächen vom Bund erworben. Bereits einen Monat später, am 22. Oktober 2019, verkündete die schleswig-holsteinische Justizministerin Sabine Sütterlin-Waack (CDU), dass die Justizvollzugsschule ihren Sitz von Neumünster in die Rantzau-Kaserne nach Boostedt noch im Oktober 2019 verlegen werde. Hierfür werden drei Gebäude mit fachpraktischen Aus- und Fortbildungsmöglichkeiten, mit Schulungs-, Speise- und Unterkunftsräumen sowie eine Sporthalle für 140.000 Euro hergerichtet und für etwa 19.000 Euro monatlich bis November 2024 gemietet. Diese Flächen sind Teil der nicht ausgelasteten Außenstelle der Erstaufnahmeeinrichtung Neumünster. Insgesamt sollen pro Jahr 100 Nachwuchskräfte ausgebildet und das Landespersonal in den Justizvollzugsanstalten insgesamt hier fortgebildet werden. Es sei eine dauerhafte Unterbringung der Justizvollzugsschule geplant. Am 4. November 2019 nahm die Justizvollzugsschule den Unterrichtsbetrieb auf.

### Bebauungsplanung und bauliche Umsetzung ab 2019
Am 16. Dezember 2019 beschloss die Gemeindevertretung von Boostedt die Teilung des Bebauungsplans Nr. 46 „Gewerbe- und Logistikpark“ in einen Bebauungsplan Nr. 46a „Freiwillige Feuerwehr Boostedt“ und Nr. 46b „Gewerbe- und Logistikpark Boostedt“.
Im Juni 2020 wurde ein erster Entwurf des 7. Änderung des Flächennutzungsplans vorgelegt. Für das Offizierskasino hatte sich ein privater Käufer gefunden. Diese Änderung zum Flächennutzungsplan wurde am 22. November 2021 beschlossen und trat am 17. Dezember 2021 in Kraft. Er weist für eine 26,8 Hektar große, bisher als Sondergebiet Bund ausgewiesene Teilfläche im westlichen Teil der ehemaligen Kaserne insgesamt 5,1 Hektar Wohnbauflächen, 14,1 Hektar Gewerbebauflächen, 0,6 Hektar Grünflächen, 0,6 Hektar Gemeinbedarfsfläche „Feuerwehr“ 0,2 Hektar Ver- und Entsorgungsfläche (Regenrückhaltebecken) und 6,2 Hektar Waldflächen aus.
Am 4. Juni 2020 fasste die Gemeindevertretung zudem den Aufstellungsbeschluss für die 8. Änderung des Flächennutzungsplanes für den Bereich südlich der Panzerstraße, östlich der Bahnhofstraße (des Sportplatzes) „GeLoPark Boostedt – Bauabschnitt II“ und einen Aufstellungsbeschluss für einen Bebauungsplan Nr. 50 der Gemeinde Boostedt für dasselbe Gebiet. Zudem wurde der Ankauf der Panzerstraße durch die Gemeinde genehmigt.
Am 24. Februar 2021 erließ die Gemeindevertretung der Bebauungsplan Nr. 46a „Freiwillige Feuerwehr Boostedt“. Er trat am 11. Februar 2022 in Kraft und sieht im ehemaligen nordwestlichen Kasernenareal eine Fläche für den entsprechenden Gemeinbedarf im Umfang von 6300 Quadratmetern und 1150 Quadratmetern Wald vor.
Der Bebauungsplan Nr. 46b „Gewerbe- und Logistikpark“ der Gemeinde Boostedt wurde am 13. September 2021 durch die Gemeindevertretung beschlossen und trat am 11. Februar 2022 in Kraft. Er setzt drei Gewerbegebiete mit insgesamt 127.900 Quadratmetern und ein Sondergebiet Bundeswehr mit 6.750 Quadratmetern, Straßenverkehrsflächen mit 11.650 Quadratmetern sowie private und öffentliche Grünflächen mit 11.750 Quadratmetern, Wald mit 36.450 Quadratmetern und Versorgungsflächen mit 1.850 Quadratmetern fest. Dieser nordwestliche Teil der ehemaligen Kaserne wird von einem Logistikunternehmen genutzt.
Am 28. Oktober 2022 verabschiedete die Gemeindevertretung den Bebauungsplan Nr. 47 „Waldsiedlung“, der am 24. Februar 2023 in Kraft trat. Sein Geltungsbereich umfasst den ehemaligen südlichen Kasernenteil. Festgesetzt wurden Flächen für Wohnen mit 3,26 Hektar, Verkehrsflächen mit 1,23 Hektar, Parkanlage und Spielplatz mit 0,37 Hektar sowie Wald mit 0,67 Hektar. Bei der Vermarktung der Baugrundstücke gab es jedoch aufgrund der gestiegenen Baukosten und Kreditzinsen Probleme.
Am 8. Mai 2023 fand der Spatenstich für den Neubau des Feuerwehrhauses statt. Das Gebäude an der Rantzauer Straße wird für 3,1 Millionen Euro errichtet.
Am 13. Dezember 2023 erfolgte der Beschluss der Ratsversammlung von Boostedt über den Bebauungsplan Nr. 50 für das Gebiet „südlich der Rantzaustraße, östlich der Bahnhofstraße (des Sportplatzes) „GeLoPark Boostedt – Bauabschnitt II“.

### Erneute Überlegungen zur Reaktivierung als Kaserne
Im Januar 2025 wurde bekannt, dass eine Reaktivierung der Rantzau-Kaserne als Bundeswehrstandort in Erwägung gezogen wird. Die Stationierung einer Flugabwehreinheit war Teil dieser Überlegungen. Dies sorgte hinsichtlich der weiteren Konversion für Verunsicherung. Der Bürgermeister von Boostedt ersuchte im März 2025 das Bundesverteidigungsministerium um Stellungnahme.